# Coordinació Catalana de Colònies, Casals i Clubs d'Esplai
Coordinació Catalana de Colònies, Casals i Clubs d'Esplai (CCCCCE) és una confederació fundada el 1957 i vinculada a l'església catòlica, que aplega diverses, entitats, serveis i moviments d'esplai i colònies de vacances de les diòcesis catalanes. La seu és a Barcelona i la presidenta és Estrella Segura. En formen part més de 320 entitats i centres, alguns amb 40 anys d'història, prop de 25.000 infants i joves i més de 6.000 educadors, monitors i monitores. És membre, entre d'altres, del Consell Nacional de la Joventut de Catalunya i de la Coordinadora d'Associacions per la Llengua Catalana. El 1990 va rebre la Creu de Sant Jordi.
Actualment el CCCCCE el formen dos entitats:
- El Moviment de Centres d'Esplai Cristians Catalans
- La Coordinació de Centres d'Esplai Cristians de Girona